# Bill Dillard
Bill Dillard (né le 20 juillet 1911 en Pennsylvanie et mort en 1995) était un joueur de trompette, un acteur et un chanteur américain, probablement connu pour son travail avec le big band composé de Benny Carter, Luis Russell et Teddy Hill  entre autres.
Il a également eu une carrière d'acteur à Broadway.